# Vauxhall (Metropolitano de Londres)
Vauxhall é uma estação da National Rail e do Metrô de Londres no Centro de Londres. Ela está no distrito de Vauxhall.

## História
A atual estação do Metrô de Londres fica na Victoria line, que foi o primeiro grande projeto subterrâneo do pós-guerra no centro de Londres. A linha recebeu aprovação para ser estendida de Estação Victoria (Londres) sob o Tâmisa até Vauxhall (e depois até Brixton) em março de 1966. Para construir o poço da escada rolante, o solo abaixo dela foi congelado com salmoura. As plataformas da estação foram projetadas pela Design Research Unit e decoradas com um motivo dos Vauxhall Gardens do século XIX, projetados por George Smith. Ao mesmo tempo, o cruzamento da Vauxhall Cross Road foi reconstruído para acomodar a nova estação de metrô. A estação de metrô foi inaugurada em 23 de julho de 1971 pela Princesa Alexandra, como parte da extensão da linha Victoria até Brixton.